# Mannen voor vrouwen
Mannen voor vrouwen was een Nederlands voorlichtingsprogramma met een humoristische inslag. Jeroen van Merwijk was de creatieve vader van het programma dat in twee series werd uitgezonden door de RVU in 2001 en 2002. De televisieprogramma's werden opgenomen in het Amsterdamse Betty Asfalt Complex en zijn inmiddels verscheen op dvd. Tevens is er een kwartetspel uitgegeven rond de onderwerpen van de serie.

## Opzet
Elke aflevering duurde een klein half uur. Na een korte inleiding door presentator Jeroen van Merwijk op het thema van de avond, werd een filmpje getoond waarin de vijf of zes mannelijke cabaretiers dat thema samen in een huiselijke setting bespraken. Na het filmpje vormden dezelfde mannen het panel dat inging op vragen en opmerkingen van het overwegend vrouwelijke publiek.
Minstens zes keer per aflevering onderbrak Van Merwijk de discussie om op ludieke wijze een korte conclusie (leermoment) te presenteren. In de aflevering over competitie bijvoorbeeld: 1. Mannen dwingen alles wat beweegt tot competitie. 2. Mannen vinden het niet erg om te verliezen, als ze maar winnen. 5. Hans heeft de mooiste schoenen. Na elk leermoment werd de interactie met de zaal weer op gang gebracht, vaak door een persoonlijke mening of ontboezeming van een van de panelleden. Aan het einde van elke aflevering somde Van Merwijk de leermomenten op.

## Eerste seizoen (2001)
In het eerste seizoen waren de panelleden:
- Erik van Muiswinkel
- Diederik van Vleuten
- Bert Klunder
- Justus van Oel
- Jeroen van Merwijk
- Hans Dorrestijn

De afleveringen van het eerste seizoen hadden de thema's: communicatie, seks en hygiëne, competitie en carrière, gezin en huishouden.

## Tweede seizoen (2002)
In het tweede seizoen waren de pannelleden:
- Bert Klunder
- Jeroen van Merwijk
- Hans Dorrestijn
- Beau van Erven Dorens
- Joep van Deudekom

De afleveringen van het tweede seizoen hadden de thema's: verkeer, alleen, werk, kinderen, vakantie en school.